# Route du Lac-de-Saint-Mandé
La route du Lac-de-Saint-Mandé est une voie située dans le 12e arrondissement de Paris, en France.

## Origine du nom

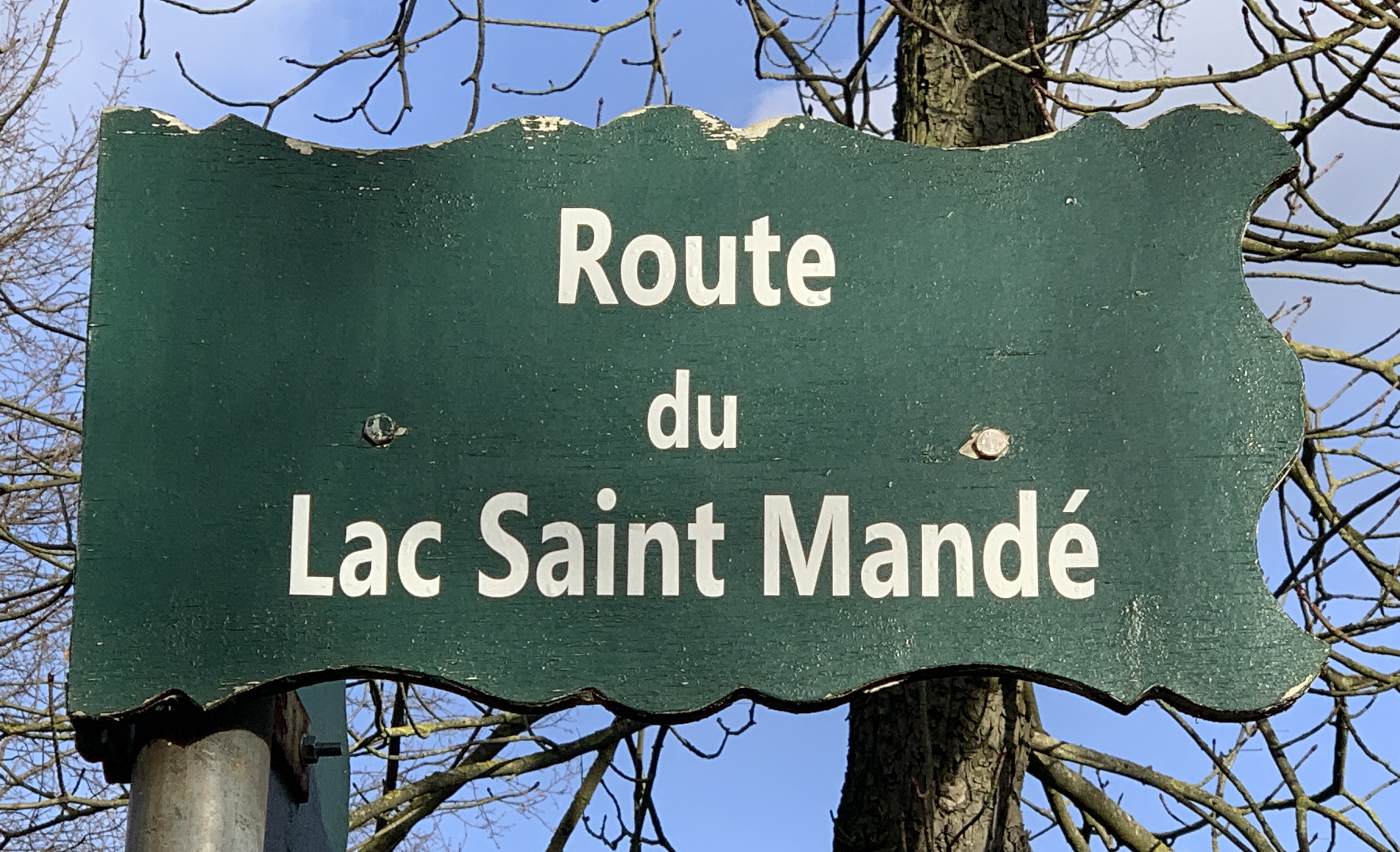
Plaque de la route.